# Instituto de Física de la Universidad Autónoma de Puebla (IFUAP)
El  Instituto de Física 'Ing. Luis Rivera Terrazas' de la Benemérita Universidad Autónoma de Puebla es una unidad académica dedicada a la investigación en áreas de la ciencia como lo es la Física y Ciencia de Materiales.
Los objetivos principales son la formación de recursos humanos de alta calidad en el desarrollo de la investigación científica y la docencia. El Instituto de Física de la Universidad Autónoma de Puebla (IFUAP) cuenta con cuatro posgrados consolidados ante el Consejo Nacional de Ciencia y Tecnología (Conacyt), dos a nivel Maestría y dos más de Doctorado. Para sustentar la consolidación de sus posgrados el IFUAP cuenta con la colaboración con dependencias de la BUAP , del País y del Extranjero.

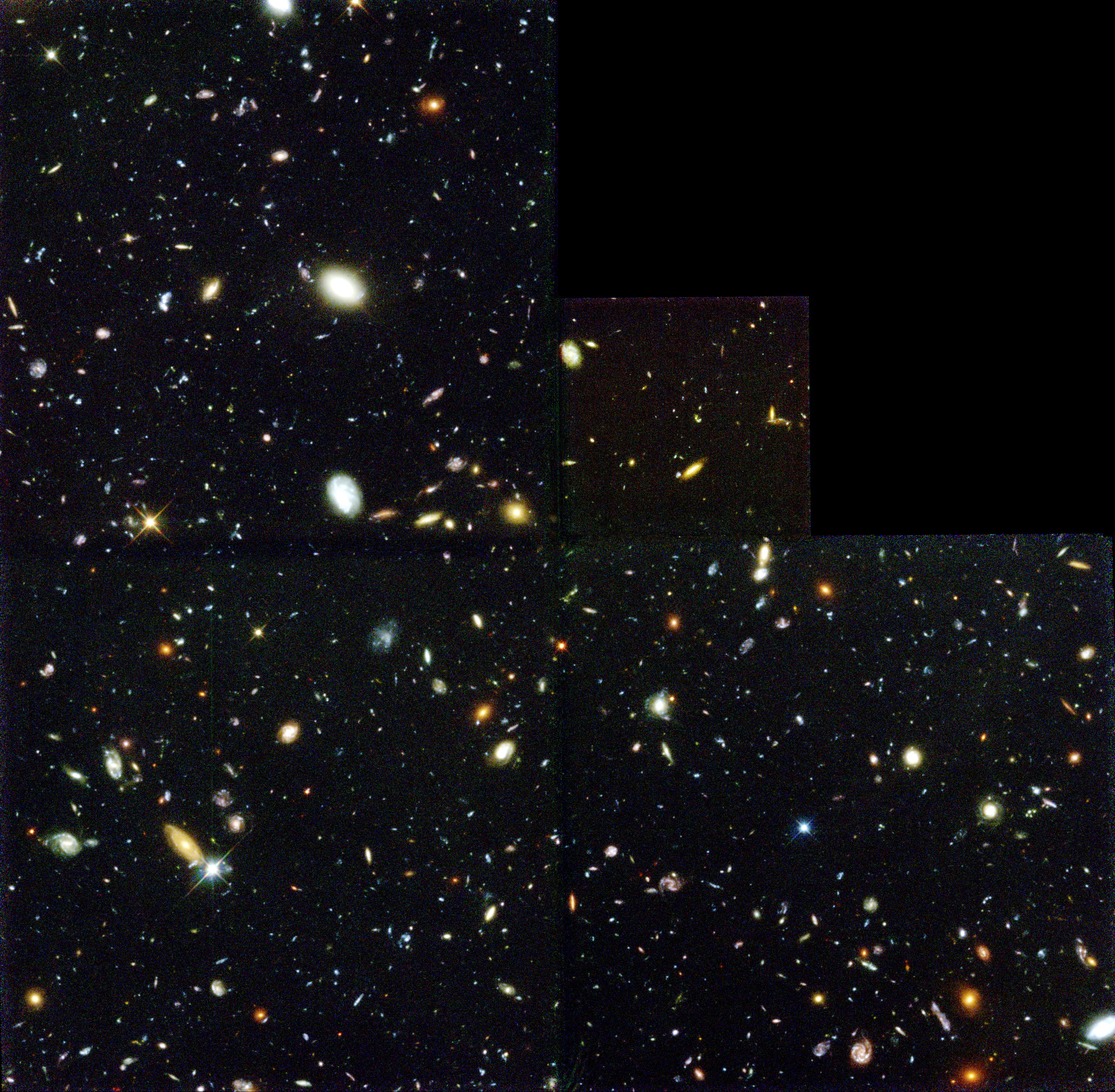
IFUAP. Ventana al Conocimiento.

IFUAP. Partículas Elementales.

## Historia
La entonces Escuela de Física de la BUAP fue la segunda en esta disciplina en el país, fundada sólo unos años después de la Facultad de Ciencias de la UNAM. En 1974 se conformó el grupo de profesores que da origen al actual IFUAP. En 1977 se funda el Instituto de Ciencias, del cual el Departamento de Física es uno de los iniciadores. En 1990 cuando ya estaba consolidado y con la masa crítica de investigadores capaz de soportar su propia organización interna, el Departamento de Física se transforma en el IFUAP. 
En 1978 se inició el programa de Maestría en Ciencias (Física), en 1984, el programa de Doctorado en Ciencias (Física) y en 1995 se pone en marcha el programa de Ciencia de Materiales (Maestría y Doctorado). 

## Líneas de investigación y proyectos
En los 30 años de existencia del posgrado en Física se ha demostrado la destacada labor de sus académicos. En la actualidad el Instituto cuenta con 29 profesores divididos en cinco cuerpos académicos con sus respectivas líneas de investigación.

### Materiales Complejos, Inteligentes y Nanoestructurados
- Líneas de investigación
  - Materiales complejos e inteligentes
  - Nanopartículas y Nanocompositos

- Académicos
  - Dr. José Luis Carrillo Estrada
  - Dra. María Eugenia Mendoza Álvarez
  - Dra. Lilia Meza Montes
  - Dr. César Márquez
  - Dr. Umapada Pal

### Materiales Fotocatalíticos y Fotoconductivos
- Líneas de investigación
  - Propiedades Fotocatalíticas, Luminiscentes y Fotoeléctricas de Materiales
  - Propiedades Morfológicas y Químicas de Materiales
- Académicos
- *Dra. Estela Gómez Barojas 
  - Dr. Justo Miguel Gracia y Jiménez
  - Dr. Enrique Sánchez Mora
  - Dr. Nicolás Rutilo Silva Gonzále

### Física Computacional de la Materia Condensada
- Líneas de investigación
  - Cálculos ab initio de la Estructura Electrónica de Átomos, Moléculas y Sólidos
  - Métodos Variacionales y su Aplicación en Sistemas Confinados
  - Propiedades Ópticas
  - Simulación molecular de líquidos
- Académicos
  - Dr. Antonio Flores Riveros
  - Dr. Gregorio Hernández Cocoletzi
  - Dr. Pedro Hugo Hernández Tejeda
  - Dr. Gerardo Martínez Montes
  - Dr. Juan Francisco Rivas Silva
  - Dra. Minerva González Melchor
  - Dr. Alejandro Palma Almendra
  - Dr. Omar De La Peña Seaman

### Física Teórica
- Líneas de investigación
  - Física Matemática.
  - Sistemas Complejos
  - Física Atómica y Molecular
  - Gravitación
- Académicos
  - Dr. Roberto Cartas Fuentevilla
  - Dr. Alberto Escalante Hernández
  - Dr. Félix Izrailev Milkhailovich
  - Dr. Germán Aurelio Luna Acosta
  - Dr. Carlos Leopoldo Lambruschini

### Física Aplicada
- Líneas de investigación
  - Propiedades ópticas y acústicas de materiales
  - Cristales fotónicos y fonónicos
- Académicos
  - Dr. J. Jesús Arriaga Rodríguez
  - Dra. Zorayda Lazcano Ortiz
  - Dr. Alfredo Díaz de Anda
  - Dr. Luis Octavio Meza Espinoza

## Consolidación de Posgrados ante Conacyt
Los programas de posgrado del Instituto de Física fueron considerados en el grupo de programas consolidados desde 1984 y desde la aparición del padrón de programas de excelencia, sus programas forman parte de él. Desde 1997 los programas de maestría y doctorado en ciencias, tanto en Física como en Ciencias de Materiales, obtienen la certificación del Programa Nacional de Posgrados de Calidad (PNPC) del Consejo Nacional de Ciencia y Tecnología (Conacyt).